# ANRORC机理
ANRORC机理，即亲核加成（addition of the nucleophile）＋开环（ring-opening）＋关环（ring-closing）机理，是一种取代反应机理。  常见于杂环化合物的亲核取代反应中。
低温下在液氨中用金属氨基盐（如氨基钠）作亲核试剂与取代嘧啶（如下图中的4-苯基-6-溴嘧啶，1）的ANRORC反应已被深入研究。反应具体机理见图3。该机理主要是通过以下方法得知的：
1）反应主要产物是溴被氨基取代而产生的4-苯基-6-氨基嘧啶（2）。反应不生成5-取代异构体，说明反应不经过苯炔中间体。
2）以哌啶锂为碱时，反应中还可分离出开环的腈中间体（在消除溴化氢后生成），同样否定了Meisenheimer中间体的存在。
3）用氘标记底物的C5，但反应产物中没有发现氘原子的存在。该现象可以通过下图中，4a与4b间互变异构所导致的H-D快速交换而得以解释。
4）将嘧啶的两个氮原子各用3%的 14N 标记，发现最终产物 4 中同位素含量大约减少一半，说明一个环氮原子已被所用试剂中的氮原子所替代。